# Kent Benson
Michael Kent Benson (New Castle, Indiana, 27 de diciembre de 1954) es un exjugador de baloncesto estadounidense que disputó once temporadas en la NBA y una más en la liga italiana. Con 2,08 metros de altura, jugaba de pívot.

## Trayectoria deportiva

### Universidad
Su etapa universitaria la pasó jugando con los Hoosiers de Indiana, equipo que dirigía el mítico Bobby Knight. Allí consiguió ganar el título de la NCAA en 1976, siendo nombrado mejor jugador del torneo, en una temporada invicta para su equipo. En 1976 y 1977 fue incluido en el primer equipo All-American.

### Profesional
Fue elegido en la primera posición del Draft de la NBA de 1977 por Milwaukee Bucks, equipo en el que jugó durante dos temporadas y media, y donde no demostró lo ofrecido en su etapa universitaria. 
En febrero de 1980, fue traspasado a cambio de Bob Lanier a Detroit Pistons, donde permaneció durante 6 temporadas, mejorando un poco sus números, pero sin llegar a lo que se esperaba de un número uno del draft. 
Sus dos últimos años como profesional los pasó en Utah Jazz y en Cleveland Cavaliers, donde tan solo disputó dos partidos.
En once años en la NBA promedió 9,1 puntos y 5,7 rebotes por partido. 
Acabó su carrera jugando una temporada en Italia, en el Pallacanestro Cantù.

## Estadísticas de su carrera en la NBA

### Temporada regular
| Año     | Equipo    | PJ  | PT  | MPP  | %TC   | %3P  | %TL  | RPP | APP | ROB | TPP | PPP  |
| ------- | --------- | --- | --- | ---- | ----- | ---- | ---- | --- | --- | --- | --- | ---- |
| 1977–78 | Milwaukee | 69  |     | 18.7 | .465  | .000 | .652 | 4.3 | 1.4 | 1.0 | 0.8 | 7.7  |
| 1978–79 | Milwaukee | 82  |     | 26.0 | .518  | .000 | .735 | 7.1 | 2.5 | 1.1 | 1.0 | 12.3 |
| 1979–80 | Milwaukee | 56  |     | 24.8 | .494  | .000 | .680 | 5.9 | 2.3 | 1.0 | 1.3 | 8.8  |
| 1979–80 | Detroit   | 17  |     | 29.5 | .460  | .250 | .750 | 7.1 | 3.0 | 1.1 | 1.1 | 12.1 |
| 1980–81 | Detroit   | 59  |     | 33.2 | .473  | .000 | .772 | 6.8 | 2.9 | 1.2 | 1.1 | 15.7 |
| 1981–82 | Detroit   | 75  | 72  | 32.9 | .505  | .273 | .804 | 8.7 | 2.1 | 0.9 | 1.3 | 12.5 |
| 1982–83 | Detroit   | 21  | 15  | 28.5 | .467  | .000 | .760 | 7.4 | 2.3 | 0.7 | 0.8 | 9.9  |
| 1983–84 | Detroit   | 82  | 58  | 21.1 | .550  | .000 | .822 | 5.0 | 1.6 | 0.9 | 0.6 | 7.1  |
| 1984–85 | Detroit   | 72  | 35  | 19.5 | .506  | .000 | .809 | 4.5 | 1.3 | 0.7 | 0.6 | 6.6  |
| 1985–86 | Detroit   | 72  | 51  | 18.7 | .484  | .500 | .795 | 5.2 | 1.1 | 0.8 | 0.7 | 6.5  |
| 1986–87 | Utah      | 73  | 2   | 12.3 | .443  | .286 | .810 | 3.2 | 0.5 | 0.5 | 0.4 | 4.5  |
| 1987–88 | Cleveland | 2   | 0   | 6.0  | 1.000 | .000 | .500 | 0.5 | 0.0 | 0.5 | 0.5 | 2.5  |
| Total   | Total     | 680 | 233 | 23.1 | .493  | .206 | .757 | 5.7 | 1.8 | 0.9 | 0.9 | 9.1  |

### Playoffs
| Año     | Equipo    | PJ | PT | MPP  | %TC  | %3P  | %TL  | RPP | APP | ROB | TPP | PPP |
| ------- | --------- | -- | -- | ---- | ---- | ---- | ---- | --- | --- | --- | --- | --- |
| 1977–78 | Milwaukee | 9  |    | 11.4 | .478 | .000 | .545 | 1.7 | 0.3 | 0.6 | 0.3 | 3.1 |
| 1983–84 | Detroit   | 5  |    | 25.8 | .432 | .000 | .600 | 6.0 | 1.4 | 1.0 | 1.4 | 7.6 |
| 1984–85 | Detroit   | 9  | 1  | 15.8 | .543 | .000 | .867 | 4.0 | 0.4 | 0.9 | 0.2 | 7.0 |
| 1985–86 | Detroit   | 4  | 0  | 13.8 | .400 | .000 | .000 | 3.3 | 0.0 | 0.0 | 0.5 | 2.0 |
| 1986–87 | Utah      | 2  | 0  | 1.5  | .000 | .000 | .000 | 0.0 | 0.0 | 0.0 | 0.0 | 0.0 |
| Total   | Total     | 29 | 1  | 14.9 | .483 | .000 | .694 | 3.2 | 0.5 | 0.6 | 0.5 | 4.7 |